# Masahiro Iwata
Masahiro Iwata (japanisch 岩田 昌浩 Iwata Masahiro; * 23. September 1981 in der Präfektur Gifu) ist ein ehemaliger japanischer Fußballspieler.

## Karriere
Iwata erlernte das Fußballspielen in der Jugendmannschaft von Nagoya Grampus Eight. Seinen ersten Vertrag unterschrieb er 2000 bei den Nagoya Grampus Eight. Der Verein spielte in der höchsten Liga des Landes, der J1 League. Für den Verein absolvierte er acht Erstligaspiele. 2002 wechselte er zu Clementi Khalsa. Im Oktober 2002 wechselte er zum Drittligisten SC Tottori. Für den Verein absolvierte er 34 Spiele. Danach spielte er bei den FC Gifu. Ende 2008 beendete er seine Karriere als Fußballspieler.